# Nicky Whelan
Nicky Whelan (Victoria, 10 juni 1981) is een Australische actrice.